# Eupithecia dohertyi
Eupithecia dohertyi är en fjärilsart som beskrevs av Louis Beethoven Prout 1935. Eupithecia dohertyi ingår i släktet Eupithecia och familjen mätare. Inga underarter finns listade i Catalogue of Life.